# 矽卡岩

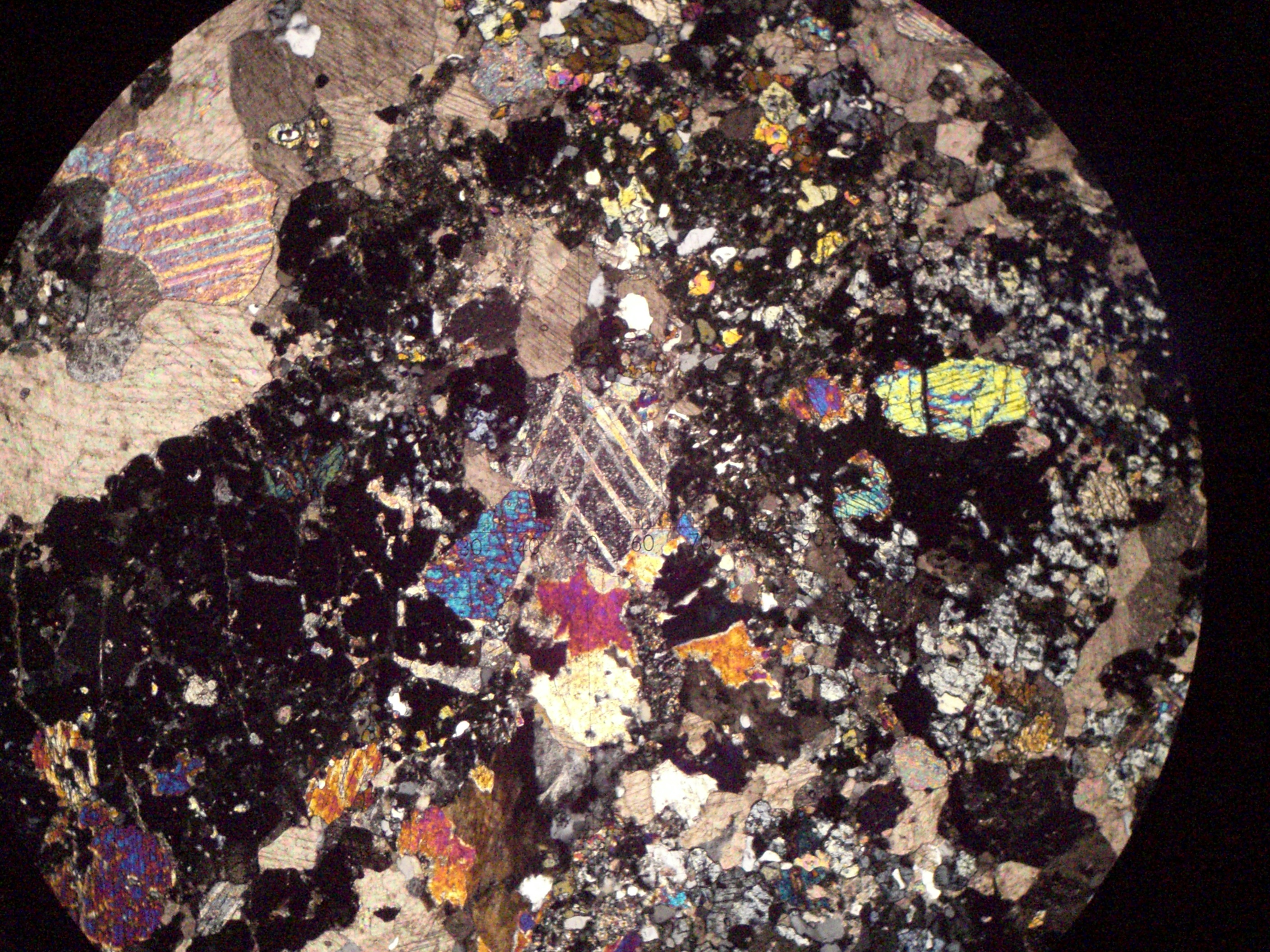
显微镜下的矽卡岩切片

矽卡岩是中性的侵入岩和碳酸盐类岩石，在接触带经气化高温热液交代作用形成的一种变质岩，如果原岩为石灰岩，形成的富钙硅酸盐矿物为钙质矽卡岩；如果原岩为白云岩，形成的富镁硅酸盐矿物为镁质矽卡岩；围岩中的矽卡岩统称外矽卡岩；有时岩体边缘蚀变形成的矽卡岩，称为内矽卡岩。它主要是石榴石和透辉石，其次为角闪石、绿帘石、石英所组成。
矽卡岩比重大（3.3-3.9)，颜色有褐色、红色、绿色、黑色、灰色等各种，结构有块状、斑杂状、条带状等，有等粒或不等粒。
矽卡岩伴生有许多种矿物，如铁、铜、铅、锌、钼、钨、锡、硼、金云母等。